# Incisure jugulaire du sternum
L'incisure jugulaire du sternum (ou fourchette sternale ou encoche suprasternale) est l'échancrure médiale à concavité supérieure située sur le bord supérieur du manubrium sternal. 
Des fibres du ligament interclaviculaire s'y insèrent.

## Aspect clinique
L'incisure jugulaire du sternum est palpable sous la peau entre les deux clavicules. Elle se situe au niveau des deuxième et troisième vertèbres thoraciques. La trachée se trouve juste derrière, s'élevant à environ 5 cm au-dessus d'elle chez l'adulte.